# Macska immundeficiencia-vírus
A macska immundeficiencia-vírus (angolul feline immundeficiency virus, rövidítve FIV) egy retrovírus, amely elsősorban a macskaféléket fertőzi meg és a macskák immunhiányos betegségének (köznapi nevén macska-AIDS) kórokozója. Emberekre nem jelent veszélyt. A retrovírusok családjába és a lentivírusok nemzetségébe tartozó fajt 1986-ban írták le először. A hatásos kezeléssel nem rendelkező fertőzés hosszú ideig tünetmentes marad, ám idővel az állat immunrendszere meggyengül és a másodlagos fertőzések a pusztulásához vezetnek. Jelenleg a faj kilenc törzse ismert tizenegy macskaféléből, beleértve az oroszlánokra és a pumákra specifikus törzseket is. A vírust a hiénákból is kimutatták. A FIV (a macska koronavírus és a macskaleukózis-vírus mellett) a házimacskák klinikailag legfontosabb virális kórokozói közé tartozik.

## Felfedezése és elterjedése
Az első FIV-törzset 1986-ban izolálták, amikor a kaliforniai Petalumában járványos immunhiányos betegség ütötte fel a fejét a házimacskák körében. A beteg állatok negatívak voltak macskaleukózis-vírusra (FeLV) és amikor vérmintájukat egészséges macskába injektálták, azokban 4-6 héten belül láz, fehérvérsejtszám-csökkenés és nyirokcsomóduzzanat lépett fel. Az új retrovírust a periferiális fehérvérsejtekből izolálták. 

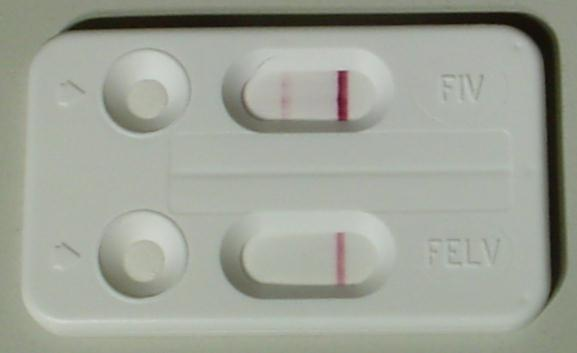
Pozitív FIV-gyorsteszt (felső sor, bal csík)

Hamarosan felfedezték, hogy a vadon élő macskafélék (afrikai és indiai oroszlánok, gepárdok, tigrisek, jaguárok, pumák) vérszéruma reagál a FIV antigénjeivel (valamint keresztreagáltak a lovak fertőző vérszegénységet okozó vírusával, az EIAV-val is), vagyis ezek az állatok korábban már találkoztak a vírussal. A hasonló immunológiai alapú vizsgálatok (pl. általában ELISA) ma is a kórokozó kimutatásának legfontosabb módszerét jelentik. Kezdetben a házimacskából izolált törzsek alapján készültek a tesztek az egyéb macskafélék számára is, de hamarosan elkészültek az ezekre specifikus tesztek, amelyek érzékenysége így jelentősen megnőtt. Ezzel egy időben kiderült, hogy a FIV egy meglehetősen változatos és nagy evolúciós múltra visszatekintő retrovírus-csoport.
Az Észak-Amerikában történt felfedezése után a FIV-et világszerte kimutatták a helyi házimacskákból. Elterjedtsége a különböző országokban 2-30% között változik. Általános elterjedtsége arra utal. hogy a fertőzés már igen régen jelen van a macskaállományban. A legrégebbi pozitív minták 1968-ban lefagyasztott japán és amerikai szérumokból származnak. A különböző földrajzi régiók között igen nagy eltérések láthatók. A Szerengeti oroszlánjai gyakorlatilag 100%-ban szeropozitívak, míg a namíbiai és az (szabadon élő) indiai oroszlánok negatívaknak bizonyultak. Az USA Wyoming államában a pumák szintén valamennyien pozitívak, míg a montanaiak csak 20%-ban. Mivel a lentivírusok evolúciós változása gyorsabb a gazdaállatokénál, prevalenciájából és genetikai hasonlóságából következtetéseket lehet levonni a macskafélék populációdinamikáját és vándorlását illetően.
A FIV különböző törzseit a gazdafaj latin neve alapján jelölik meg, pl. a házimacskákat (Felis catus) fertőző törzs nemzetközi neve FIVfca, míg az afrikai oroszlánban (Panthera leo) élő a FIVple, a pumáé (Puma concolor) pedig a FIVpco. A puma vírustörzsét néha PLV-nek (puma limfotróp vírus), az oroszlánét pedig LLV-nek is hívják, de ezek kivételek az általános nómenklatúra alól.
| Gazdafaj                                                       | Vírus        | Alcsoportok | Elterjedés                                    |
| -------------------------------------------------------------- | ------------ | ----------- | --------------------------------------------- |
| házimacska (Felis catus)                                       | FIV, FIVfca  | öt, A-E     | világszerte                                   |
| oroszlán (Panthera leo)                                        | FIVple (LLV) |             | Afrika                                        |
| puma (Puma concolor)                                           | FICpco (PLV) |             | Észak-, Közép- és Dél-Amerika                 |
| vörös hiúz (Lynx rufus)                                        | FIVlru       |             | Kalifornia, Közép-Európa                      |
| pusztai macska (Otocolobus manul)                              | FIVoma       |             | Mongólia                                      |
| jaguarundi (Puma yagouaroundi)                                 | FIVhya       |             | Közép- és Dél-Amerika                         |
| gepárd (Acinonyx jubatus)                                      | FIVaju       |             | Afrika                                        |
| leopárd (Panthera pardus)                                      | FIVppa       |             | Afrika (Botswana), Ázsia                      |
| ocelot (Leopardus pardalis)                                    | FIVlpa       |             | Közép- és Dél-Amerika                         |
| tigris (Panthera tigris)                                       | –            |             | Ázsia, európai állatkertek (a FIVple fertőzi) |
| foltos hiéna (Crocuta crocuta) és csíkos hiéna (Hyaena hyaena) | FIVccr       |             | Szerengeti                                    |

### Altípusok

A FIVfca altípusainak elterjedése (nem minden régióból vannak adatok

A FIV-törzsek eléggé eltérőek, de monofiletikusak vagyis visszavezethetőek egy ősformára. Három törzsön belül altípusok is meghatározhatóak. A legjobban tanulmányozott házimacska-törzset a felszíni fehérjét kódoló env gén szekvenciája alapján öt altípusa osztják (A, B, C, D, és E) amelyek elterjedése eltérő. Az A, B, C altípusok világszerte előfordulnak, míg a D főleg Kelet-Ázsiára jellemző, az E pedig csak Dél-Amerikában található meg.
A FIVple törzsön belül három altípus ismert: A, B és C. A felosztást a vírus enzimeit (proteáz, integráz, reverz transzkriptáz) kódoló pol gén polimorfizmusa alapján végezték. A FIVpco-t két (A és B) alcsoport bontották a pol gén különbségei alapján. A pol szekvenciája egyébként meglehetősen eltérő a törzsek között, a FIVple, FIVfca és FIVpco között csak 70%-ban azonos. 
A FIV-változatokat általában ó- és újvilági törzsekre lehet szétválasztani, a lentivírusokon belül pedig legközelebbi rokonaik a szarvasmarhákat és a lovakat fertőzik meg.

## Szerkezete

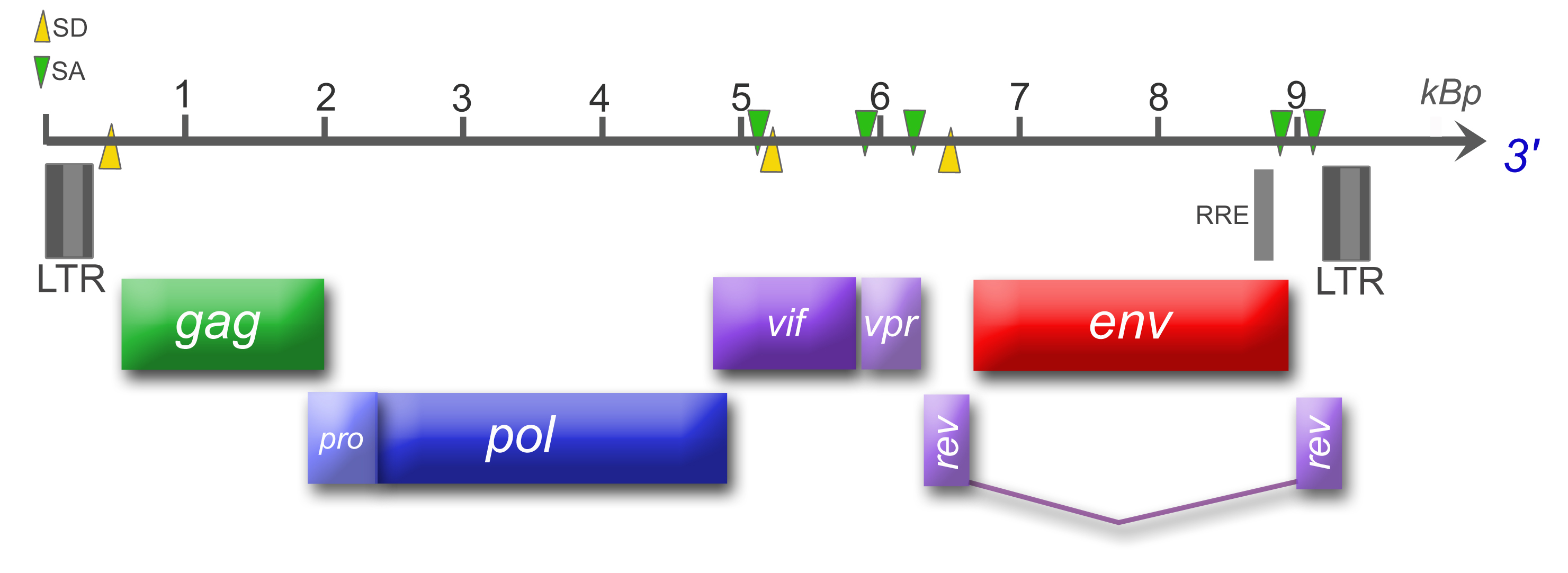
A FIV genomja

A FIV szerkezete hasonlít a más élőlényekben immunhiányt előidéző lentivírusokéhoz. A vírusrészecske (virion) nagyjából gömb vagy széles ellipszis alakú, átmérője 105-125 nanométer. Lipidburokkal rendelkezik, amelybe viszonylag ritkásan elhelyezkedő, rövid fehérjetüskék ékelődnek. A többi retrovírushoz hasonlóan sűrűsége 1,15-1,17 gramm/cm3. A virionok a szokásos alkoholos vagy klóros fertőtlenítőszerek, esetleg pár percig tartó, 60 fok fölötti hő hatására inaktiválódnak. 
A vírus magja két egyforma példányt tartalmaz a kb. 9400 nukleotid hosszúságú, egyszálú, pozitív-szenz (fehérjeátírásra közvetlenül használható) RNS-genomból. Felépítése a többi retrovíruséhoz hasonló, három fő poliproteint kódoló gént (gag, pol és env), valamint néhány kisebb szabályozó gént tartalmaz, ezek a vif, vpr és rev. A HIV tat, vpu, vpx és nef szabályozó génjei hiányoznak belőle, vagyis kevésbé komplex annál. Ezzel szemben rendelkezik dezoxiuridin-pirofoszfatáz enzimmel, amit rajta kívül csak a EIAV-ban és a Visna-Maedi vírusban (VMV) írtak le. Az enzimet a pol gén kódolja és a dUTP-t bontja dUMP-re és pirofoszfátra; funkciója feltehetően az, hogy megakadályozza a nem odavaló dUTP beépítését a genomba. A gazdasejt DNS-ébe integrálódott vírusgenmról alternatív splicinggal hat különböző fajta mRNS készülhet.

## Fertőzőképesség
A vadon élő macskafélékben nehéz megállapítani a FIV különböző törzseinek patogenitását (betegségokozó képességét). Az epidemiológiai vizsgálatok szerint a fertőzött állatok túlélési és reprodukciós képessége nem marad el megfigyelhető mértékben az egészségesekétől. Az alacsony patogenitás arra utal, hogy a vírus és a gazdaszervezet már hosszú ideje, kb. 1-2 millió éve együtt él. Nem tudjuk, hogy milyen előzetes formából alakult ki a mai vírus. A különböző fajok közötti kórokozócsere a vadonban viszonylag ritka, ám a fogságban élő állatok között jóval gyakoribb.
A macska immundeficiencia-vírus a gazdaszervezetet illetően igen specifikus, emberre való átadódása nem ismert. A FIV, a HIV-hez hasonlóan főleg a CD4+ T-limfocitákat támadja meg, ám rokonával ellentétben szélesebb körből választja ki gazdasejtjeit. A CD4+ T-sejteken, monocitákon, makrofágokon és gliasejteken kívül megfertőzheti a CD8+ T- és B-sejteket is. A vírus felszíni fehérjéjének (gp95) elsődleges receptora nem a CD4, mint a HIV esetében, hanem a CD134. A virális gp95 és a CD134 biztos kapcsolódásához feltétlenül szükség van a CXCR4 celluláris kemokinreceptor részvételére is. A CD134-gyel való első érintkezés után a gp95 konformációs változáson megy át, ami lehetővé teszi a CXCR4-hez való kapcsolódását. A koreceptorral való kölcsönhatás hatására a vírus felszíni fehérjéje fuzionálja a FIV és a gazdasejt lipidmembránjait és ezt követően a víruskapszid bekerül a citoplazmába. Egyes vírustörzseknek nincs szüksége CD134-re, vagyis a a receptorok teljes feltérképezése még várat magára.
Humán eredetű sejttenyészetben még egyszer sem sikerült szaporítani a FIV-et. Bár a vírus kimutathatóan bekerül a sejtekbe és integrálódik annak genomjába, a transzkripcióra már nem kerül sor és a replikációs ciklus megakad, újabb vírusrészecskék nem jönnek létre. Hasonlóan viselkedik az EIAV az emberi, vagy a HIV az egérsejtekben.
Az állat immunrendszere azonnal reagál a fertőzésre és ellenanyagokat termel a kórokozó ellen, de az erőteljes immunválasz ellenére sem képes teljesen legyőzni az infekciót. Eddig minden megvizsgált esetben a vírus véglegesen a szervezetben maradt.

## Vakcina
Viszonylag nagy figyelem kísérte annak a FIV-elleni oltóanyagnak a kifejlesztését, amelyet az Egyesült Államokban 2002-ben engedélyeztek; sokan remélték hogy a tapasztalatok segíteni fogják a HIV elleni hatékony vakcina előállítását is. Hasonló oltóanyagot már a kórokozó felfedezése óta próbáltak kifejleszteni, és különböző megközelítésekkel próbálkoztak: inaktivált vírusokkal, vírusfertőzte sejtekkel, DNS-vakcinával vagy virális vektorokkal. 
Akárcsak a HIV esetében, a számos vírustörzs és -változat jelentősen megnehezítette az oltóanyag előállítását, bár az "egytörzses" vakcinák is védtek valamennyire a többi verzió ellen. Az ún. "kettős-altípus" vakcina (Fel-O-Vax FIV) kifejlesztésével lehetővé vált a macskák megvédése több FIV-törzzsel szemben is. Ez az oltóanyag a Petaluma A szubtípus és a Shizuoka D szubtípus inaktivált virionjait tartalmazza. A laboratóriumi tesztek során a kismacskák 82%-a megfelelő immunitást fejlesztett ki. Egy általános oltási programra egyelőre nem látszik elégségesnek; az egyik fő kritika a vakcinával szemben, hogy az így immunzált állatok szerológiailag nem különböztethetők meg azoktól, amelyek vadon fertőződtek meg. Ezzel együtt is a hatékony vakcina léte reményt ad a HIV elleni oltóanyag kutatása során.
Kutatják, hogyan lehetne a FIV-et vektorként használni génterápia során, ugyanis emberben nem okoz semmilyen megbetegedést.

## Terjedése
A FIV elsősorban harapással terjed. Ezzel szemben a vertikális átadás (anyaállatról kölyökre a méhben vagy szoptatás útján) vagy egymással nem verekedő, egy háztartásban élő macskák között viszonylag ritka. Kísérletileg átvihető injekciós tű szúrásával (parenterálisan), vagy a nyálkahártyákra (száj- és orrüreg, hüvely, ánusz) kenve, de az utóbbi sokkal kevésbé hatékony, mint a HIV esetében az embernél.
Egy 9 hónapig tartó vizsgálatban nem tudták megfigyelni a FIV vertikális vagy horizontális transzmisszióját 25 felnőtt (6 FIV+, 19 FIV-) és 48 kölyökmacska esetében (30 FIV+ anyától született), amelyeket ezen idő alatt együtt tartottak. Egy másik vizsgálat viszont kimutatta a természetes úton megfertőződött nőstényről az újszülöttre való átadódást. A kísérletileg megfertőzött nőstények utódainak kb. a fele lett FIV-pozitív; mások pedig úgy találták, hogy a tejjel az újszülöttek 60%-a megfertőződött. A kísérletileg előidézett infekciók azonban sok esetben jóval fertőzőképesebbek, mint a természetesek. Például öt természetes úton fertőződött nőstény macska egyetlen esetben sem adta át 19 kölykének a vírust. Egy másik esetben 38 hónapig együtt tartottak FIV+ és FIV- macskákat átfertőzés nélkül. A szerzők úgy vélik, hogy a menhelyeken az elsődleges útja a vírus terjedésének a verekedés, ezért fontos, hogy elejét vegyék az agressziónak.

## Kórlefolyás
A kismacskák FIV-vel való fertőződés után átmeneti láz (egy naptól két hétig) és neutropénia (a fehérvérsejtszám csökkenése) tapasztalható, ami az infekciótól számított 4-8. héten kezdődik. Ezt nyirokcsomóduzzanat kísérheti, ami akár 9 hónapig is eltarthat. A legtöbb macska felépül ebből a korai fázisból és élete végéig krónikus vírushordozó marad. Egy kis részükből azonban hosszabb tünetmentes szakasz után az emberi AIDS-hez hasonló betegség fejlődik ki, amely során opportunista kórokozók támadják meg a légutakat, az emésztőrendszert, a húgyutakat és a bőrt. Vérszegénység, tumorok, neurológiai tünetek (demencia, viselkedési zavarok) is felléphetnek.
A prognózisban nagy szerepet játszik az a kor, amelyben az állat elkapta a fertőzést. Az újszülött kölykök tímusza visszafejlődik, ami súlyos immunhiánnyal és pusztulással jár. Az idősebb macskáknál kevesebb vagy kevésbé súlyos infekciók tapasztalhatók. A tünetmentes szakasz hossza a FIV altípusától vagy a más kórokozóknak való kitettségtől is függhet.
Összességében elmondható, hogy a természetes úton megfertőződött macskák többségénél nem várhatók súlyos tünetek és még évekig élhetnek különösebb egészségügyi gondok nélkül.

## Kezelés
Több antivirális hatóanyag ismert, amely gátolja a FIV replikációját. A plerixafort a macskák jól tolerálták és csökkentette a vírus szaporodási képességét. A zidovudin, sztavudin, PMEA, didezoxicitidin, fozivudin, WHI-07, sztampidin és lamivudin in vitro és in vivo is gátolta a FIV-replikációt és a krónikusan fertőzött állatokban csökkentette a vírusszámot a vérben. Az atazanavir, tipranavir, lopinavir és a TL-3 szintén csökkentette a kórokozó szaporodási képességét, visszafogta a neurodegeneratív hatásokat és az állatok jól tolerálták.

## Fordítás
- Ez a szócikk részben vagy egészben  a   Felines Immundefizienz-Virus című német Wikipédia-szócikk ezen változatának fordításán alapul.  Az eredeti cikk szerkesztőit annak laptörténete sorolja fel. Ez a jelzés csupán a megfogalmazás eredetét és a szerzői jogokat jelzi, nem szolgál a cikkben szereplő információk forrásmegjelöléseként.